# Ri Tu-ik
Ri Tu-ik (tiếng Triều Tiên: 리두익; Hancha: 李斗益, Lý Đẩu Ích; 1920-2002) là một chính khách Bắc Triều Tiên của Đảng Lao động Triều Tiên (WPK) và là Phó nguyên soái Quân đội Nhân dân Triều Tiên, thành viên Quân ủy Trung ương Đảng Lao động Triều Tiên.

## Cuộc đời
Theo tài liệu của Triều Tiên, Ri sinh ngày 16 tháng 11 năm 1920, tại Kapsan, Hamgyong Bắc (có tại liệu ghi tại Cát Lâm, Trung Quốc). Tháng 6 năm 1937, ông gia nhập lực lượng Liên quân kháng Nhật Đông Bắc do Đảng Cộng sản Trung Quốc lãnh đạo, tham gia nhóm du kích Triều Tiên do Kim Il-sung chỉ huy và trở thành một trong những vệ sĩ thân cận của Kim. Năm 1940, ông cùng các đồng chí mình rút lui vào lãnh thổ Liên Xô, nhập vào biên chế Tiểu đoàn 1 Lữ đoàn bộ binh độc lập 88 thuộc Phương diện quân Viễn Đông. Năm 1945, ông cùng các đồng chí tham chiến dưới danh nghĩa Hồng quân Liên Xô chống lại các lực lượng chiếm đóng Nhật Bản tại Cát Lâm và bắc Hamgyŏng.
Sau khi Nhật Bản đầu hàng, ông được rút về đi học tại Phân hiệu Đại học Quân chính Đông Bắc tại Cát Lâm.Sau khi tốt nghiệp, ông trở thành một trung đội trưởng và sau đó vào năm 1948, chỉ huy đại đội trong đội vệ sĩ của Kim Il-sung.
Trong Chiến tranh Triều Tiên, Ri là một chỉ huy cấp tiểu đoàn vào năm 1951. Ông được cử đi học quân sự ở Liên Xô giai đoạn 1954-1956. Sau khi trở về nước, tháng 6 năm 1956, ông là chỉ huy của Trung đoàn 3, sư đoàn 24; đến tháng 2 năm 1962, được thăng làm, Tư lệnh Sư đoàn 9, quân hàm Thiếu tướng. Ngày 8 tháng 10 năm 1962, ông được bầu làm Phó chủ tịch Hội đồng Nhân dân Tối cao. Tháng 5 năm 1963, ông được thăng quân hàm Trung tướng và được bổ nhiệm làm Trưởng phòng Tác chiến của Bộ Tổng tham mưu Quân đội Nhân dân. Từ tháng 8 năm 1963 đến tháng 10 năm 1980, ông lần lượt giữ chức vụ Tư lệnh các quân đoàn VII (1963-1968), II (1968-1972 và 1976-1980), III (1972-1976), IV (1980). Ông được thăng quân hàm Thượng tướng tháng 5 năm 1973.
Tại Đại hội Đảng diễn ra từ 10 đến 14 tháng 10 năm 1980 tại Bình Nhưỡng, ông được bầu làm ủy viên Quân ủy Trung ương Đảng Lao động Triều Tiên. Tháng 4 năm 1985, ông được thăng quân hàm Đại tướng. Từ cuối thập niên 1980 đến năm 1992, ông giữ chức vụ Chỉ huy trưởng quân phòng vệ Bình Nhưỡng.
Ri được thăng hàm Phó nguyên soái vào tháng 4 năm 1992 và tiếp tục làm thành viên của Quân ủy Trung ương và cố vấn chính trị của Kim Jong-il sau cái chết của Kim Il-sung và lễ nhậm chức của con trai ông Kim Jong-il vào năm 1994. Sau khi trải qua điều trị y tế tại Cộng hòa Nhân dân Trung Hoa vào năm 1997, ông đã không xuất hiện trước công chúng sau năm 1999. Công chúng chỉ biết đến việc ông qua đời qua thông cáo của Thông tấn xã Trung ương Triều Tiên (KCNA) vào ngày 13 tháng 3 năm 2002. Ông được chôn cất tại Nghĩa trang Liệt sĩ Yêu nước và Cách mạng trên núi Taesongsan.